# 田尻宗昭
田尻 宗昭（たじり むねあき、1928年2月21日 - 1990年7月4日）は、日本の海上保安官。日本で初めて公害事件の刑事責任を追及し「公害Gメン」と呼ばれた。

## 経歴・人物
福岡市生まれ。1944年、宮崎県立宮崎中学校（現宮崎県立宮崎大宮高等学校）卒業。1948年、官立高等商船学校（静岡県）航海科を卒業。
門司海員養成所教官を経て海上保安庁に入り、巡視船船長などを務め李承晩ライン警戒、北洋海難救助などに従事した。1968年、四日市海上保安部警備救難課長。在職中、石原産業四日市工場、日本アエロジル四日市工場による四日市港への工場排水垂れ流しを摘発。日本の公害事件で初めて刑事責任を追及、行政と産業界の癒着にメスを入れた。
1973年、美濃部亮吉都知事の要請で東京都公害局（現環境局）規制部長に就任した。日本化学工業工場跡地（江東区・江戸川区）の六価クロム鉱滓投棄を明るみに出し、住民と労災被害者の救済に尽力する一方で、全国各地の公害・大規模開発反対運動と精力的に交流・支援した。1978年には、国の二酸化窒素（NO2）環境基準緩和を「環境行政の後退」と厳しく批判、NO2訴訟の先頭に立った。1979年、東京都公害研究所（現東京都環境科学研究所）次長となり、廃乾電池焼却による水銀汚染や、ダイオキシンなど有害化学物質による環境汚染に警鐘を鳴らした。1985年、論文「タンカー事故防止対策と港湾計画」で東京工業大学から工学博士号を取得。のち東京都職員研究所教授。
1986年、社団法人神奈川労災職業病センター所長に就任。アメリカ海軍航空母艦ミッドウエイによるアスベスト廃棄物投棄を摘発し、また、白蝋病被災者への労災補償打ち切り反対、制度改悪反対闘争の先頭に立った。
のち、地方自治総合研究所委嘱研究員、1989年神奈川大学特任教授、1990年全国労働安全衛生センター連絡会議初代議長を歴任した。
公害研究委員会、日本環境会議、労災補償制度問題研究会の会員や、東京大学・和光大学、法政大学、立命館大学等の非常勤講師を務めたことがある。「社会党に政策を提言する会」にも積極的にかかわり、他方社交ダンスやカラオケを好んだ。
没後、香典を元手に「田尻宗昭記念基金」が設けられ寄付金も募って、1992年-2007年の16年間にわたり「環境および労働安全衛生をはじめとした様々な分野で、社会的不正義をなくすために熱意ある取り組みをされている個人・団体（国籍不問）」に対して毎年「田尻賞」が贈られた。

## 著書[2][3][4]

### 単著
- 『四日市・死の海と闘う』（岩波新書、1972年）
- 『公害摘発最前線』（岩波新書、1980年）
- 『油濁の海-巨大タンカーとCTSの危険』（日本評論社、1981年）
- 『海と乱開発』（岩波新書、1983年）
- 『羅針盤のない歩み-現場に立って考える』（東経出版、1985年）
- 『タンカー事故防止対策と港湾計画』（成山堂書店、1986年）
- 『公害と私たちの生き方』（集団読書テキスト（第2期B101））（全国学校図書館協議会、1988年）
- 『君は、闘っているか-日本の公害との闘い　その20年の体験から　講演記録』（述）（武蔵野書房、1992年）

### 編著
- 『提言　東京湾の保全と再生』（日本評論社、1988年）

### 共著
- （宇井純）『反公害の現場史-人間ドラマの展開として』（自治総研ブックレット、1989年）